# Here I Am

"Here I Am" este al treilea single extras de pe albumul lui Rick Ross, „Trilla”. Cântecul este o colaborare cu Nelly și Avery Storm, producția fiind asigurată de Drumma Boy. Single-ul a debutat pe locul 99 în topul Billboard Hot 100,  reușind să ajungă până pe poziția 41.
În videoclip își fac apariția DJ Khaled, Felicia „Snoop” Pearson, Dre, Pitbull, Ace Hood
Există și un remix al piesei, în care versurile lui Nelly sunt înlocuite de cele ale lui Pitbull.

## Poziția în topuri
| Top (2008)                           | Poziția |
| ------------------------------------ | ------- |
| U.S. Billboard Hot 100               | 41      |
| U.S. Billboard Hot R&B/Hip-Hop Songs | 9       |
| U.S. Billboard Hot Rap Tracks        | 5       |